# هولي كامبل
هولي كامبل (بالإنجليزية: Holly Campbell)‏ هو منافس ألعاب قوى ومهندس أمريكي، ولد في 1 مارس 1907 في ميشيغان في الولايات المتحدة، وتوفي في 28 يوليو 1979.